# 삼성 갤럭시 A8 스타
삼성 갤럭시 A8 스타(영어: Samsung Galaxy A8 Star)와 삼성 갤럭시 A9 스타(영어: Samsung Galaxy A9 Star)은 삼성 갤럭시 A 시리즈의 2018년 모델이다. 삼성전자에서 2018년 6월에 출시된 모델로 지문인식(후면)등 탑재된 모델이다.